# Zelomorpha annulifovea
Zelomorpha annulifovea är en stekelart som först beskrevs av Günther Enderlein 1920.  Zelomorpha annulifovea ingår i släktet Zelomorpha och familjen bracksteklar. Inga underarter finns listade i Catalogue of Life.